# Daniel Unger
Daniel Unger, född 30 augusti 1647, död 28 juli 1696 i Katarina församling, Stockholm, var en svensk präst.

## Biografi
Daniel Unger föddes 1647. Han var son till assessorn Johan Olofsson Unger i Kammarrevisionen och Sara Danielsdotter. Unger var 1670 student vid Kungliga Akademien i Åbo och blev omkring 1675 magisterexamen. Han blev 1675 hovpredikant hos änkedrottningen och blev 1680 kyrkoherde i Munktorps församling, tillträdde 1681. Unger blev 17 september 1688 kyrkoherde i Katarina församling, tillträdde 1 maj 1690. Han flyttade till församlingen första i juli 1690 och tjänstgjorde under tiden som vice pastor åt magister Eberhard Rölefinck. Unger blev 13 augusti 1690 assessor i Stockholms stads konsistorium. Han avled 1696 i Katarina församling och begravdes 27 september samma år i Katarina kyrka.
Unger var riksdagsman vid riksdagen 1682, riksdagen 1689 och riksdagen 1693. Under riksdagarna var han ledamot i sekreta utskottet.

### Familj
Unger gifte sig 16 augusti 1677 i Hovförsamlingen med Rebecca Wilckens (1654–1694), dotter till handelsmannen Hindrich Wilckens och Catharina Rebecca Wilckens var änka efter handelsmannen Hindrich Friedrich von Hallmal. Unger och Wilckens fick tillsammans dottern Catharina Unger (född 1681) som var gift med rivisionssekreterare Gustaf Ehrenberg.